# Cold Box

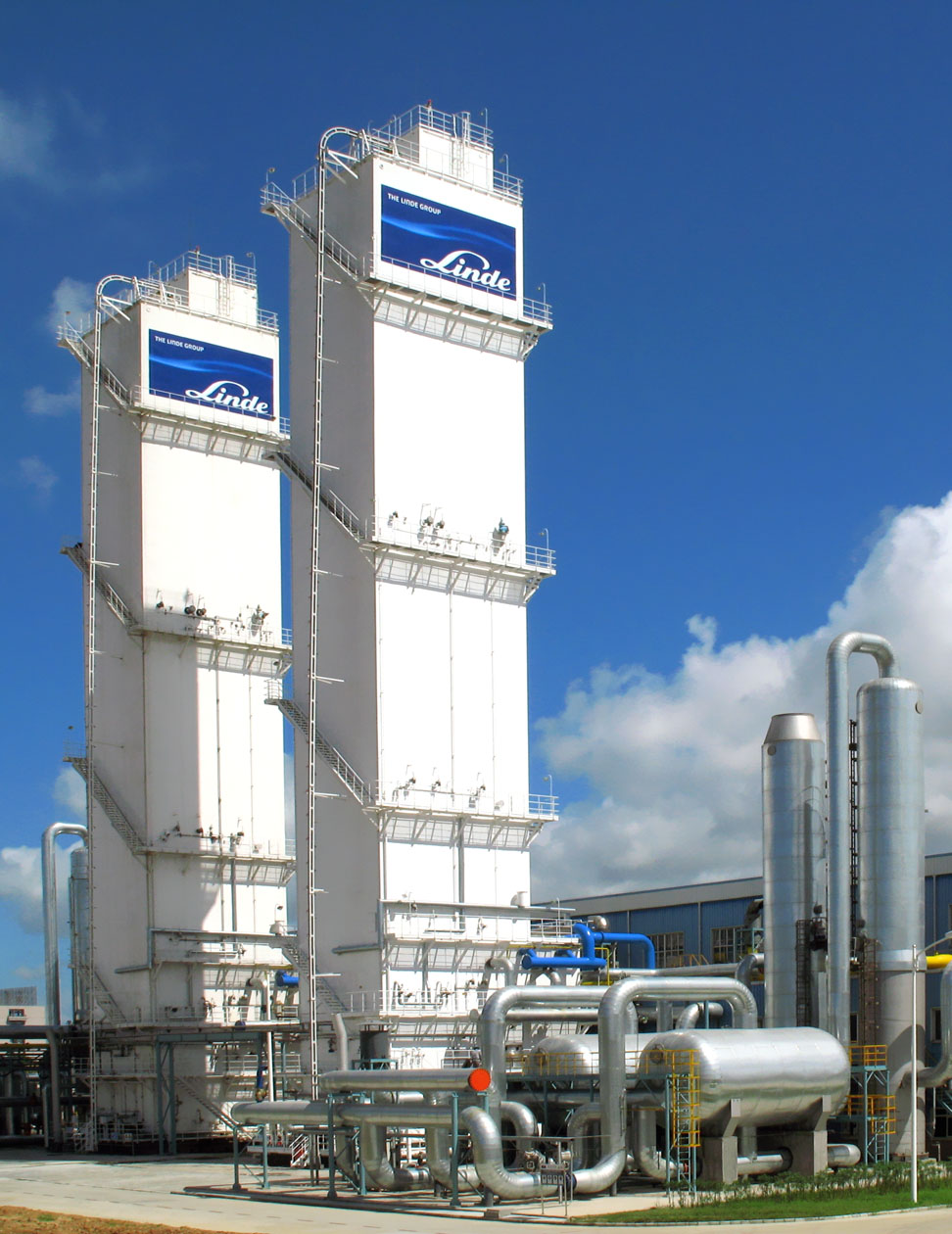
Cold Box zur Luftzerlegung

Cold Box, oder Coldbox, deutsch auch Kältekammer ist eine Bezeichnung für verfahrenstechnische Anlagen, die bei tiefen Temperaturen betrieben werden („Cold“) und in einem Blechkasten („Box“) installiert sind.
Typische Anlagen, die mit einer Cold Box ausgestattet sind, sind beispielsweise Anlagen zur Luftzerlegung oder Anlagen zur Zerlegung von Synthesegas (in seine Hauptbestandteile Wasserstoff, Stickstoff und Kohlenmonoxid). In diesen Prozessen werden Temperaturen von −180 °C und weniger erreicht; dadurch sind normale Anlagenkomponenten aus C-Stahl ungeeignet.

## Konstruktives
Alle Anlagenteile, also Apparate und Wärmetauscher, werden zusammen mit der Verrohrung in einem Stahlrahmen befestigt, der später mit Stahlplatten verkleidet wird. Das Innere dieses Kastens wird mit Isoliermaterial (wie Perlit) gefüllt, um einen Wärmeeintrag aus der Umgebung zu vermindern. Beim Einbau der Anlagenteile wird ein Mindestabstand zur Wand eingehalten, um eine ausreichende Isolierung sicherzustellen. Die Verrohrung wird ohne Flanschverbindungen komplett verschweißt ausgeführt, um Undichtigkeiten zu vermeiden. Aufgrund der Temperaturunterschiede sind zahlreiche Dehnungsbögen vorhanden. Zur Verschmutzung neigende Bauteile, wie Tropfenabscheider, werden nicht eingesetzt, somit ist das Innere der Cold Box wartungsfrei. Lediglich die Ventile sind als sogenannte Eckventile ausgeführt, um eine Reparatur von außerhalb zu ermöglichen. Dabei sitzt das Ventil in der Cold Box-Wand, die Rohrleitung wird zum Ventil und wieder zurückgeführt. Rohrleitungen und Apparate werden normalerweise in Aluminium ausgeführt, bei sehr hohen Betriebsdrücken kommt auch Edelstahl zum Einsatz. Der Anstrich der Cold Box wird sehr häufig in weiß, aber auch in anderen hellen weißähnlichen Farben ausgeführt (Verringerung des Effektes Schwarzer Körper). Ein Eindringen von Feuchtigkeit aus der Umgebungsluft, die an den kalten Anlagenteilen gefriert, wird durch eine kontinuierliche Spülung der Cold Box mit Stickstoff verhindert. Bei Sonderanfertigungen von Cold Boxen, deren Betriebstemperatur unterhalb des Kondensationspunktes von Stickstoff liegt (−196 °C bei Normaldruck), muss das Innere der Cold Box mit Helium gespült werden, das erst bei −269 °C kondensiert.

## Prozesstechnische Besonderheiten
Ein Eindringen von Feuchtigkeit muss auch auf dem Prozessweg verhindert werden. Daher werden Cold Boxen Molsiebtrockner vorgeschaltet, die das Einsatzgas trocknen. Üblicherweise wird dabei auch Kohlenstoffdioxid entfernt, das ebenfalls in der Cold Box gefrieren kann. Eingebrachtes Wasser oder Kohlenstoffdioxid blockiert Apparate und Rohrleitungen durch Eisbildung. Dieses Eis kann nur durch das Außerbetriebnehmen und anschließendes Anwärmen der Cold Box entfernt werden.